# Kabinet-Reagan
Het kabinet–Reagan was de uitvoerende macht van de Verenigde Staten van Amerika van 20 januari 1981 tot 20 januari 1989. Voormalig gouverneur van Californië Ronald Reagan van de Republikeinse Partij werd gekozen als de 40e president van de Verenigde Staten na het winnen van de presidentsverkiezingen van 1980 van de kandidaat van de Democratische Partij, zittend president Jimmy Carter. Reagan werd herkozen voor een tweede termijn in 1984 na het verslaan van de Democratische kandidaat, voormalig vicepresident Walter Mondale.
| Nr.                  | Functie(s)                                       | Functie(s)                                               | Ambtsbekleder        | Ambtsbekleder                               | Ambtstermijn      | Ambtstermijn      | Partij(en)  |
| -------------------- | ------------------------------------------------ | -------------------------------------------------------- | -------------------- | ------------------------------------------- | ----------------- | ----------------- | ----------- |
| 40                   |                                                  | President van de Verenigde Staten                        | Ronald Reagan        | Ronald Reagan (1911–2004)                   | 20 januari 1981   | 20 januari 1989   | R           |
| 43                   |                                                  | Vicepresident van de Verenigde Staten                    | George H.W. Bush     | George H.W. Bush (1924–2018)                | 20 januari 1981   | 20 januari 1989   | R           |
| Kabinet              |                                                  |                                                          |                      |                                             |                   |                   |             |
| Nr.                  | Functie                                          | Functie                                                  | Ambtsbekleder        | Ambtsbekleder                               | Ambtstermijn      | Ambtstermijn      | Partij      |
| 59                   |                                                  | Minister van Buitenlandse Zaken                          | Alexander Haig       | Alexander Haig (1924–2010)                  | 20 januari 1981   | 5 juli 1982       | R           |
| [ 2 ]                |                                                  | Minister van Buitenlandse Zaken                          | Walter Stoessel      | Walter Stoessel (1920–1986)                 | 5 juli 1982       | 16 juli 1982      | O           |
| 60                   |                                                  | Minister van Buitenlandse Zaken                          | George Shultz        | George Shultz (1920–2021)                   | 16 juli 1982      | 20 januari 1989   | R           |
| 66                   |                                                  | Minister van Financiën                                   | Donald Regan         | Donald Regan (1918–2003)                    | 20 januari 1981   | 4 februari 1985   | R           |
| 67                   |                                                  | Minister van Financiën                                   | James Baker          | James Baker (1930)                          | 4 februari 1985   | 17 augustus 1988  | R           |
| [ 2 ]                |                                                  | Minister van Financiën                                   | Peter McPherson      | Peter McPherson (1940)                      | 17 augustus 1988  | 15 september 1988 | R           |
| 68                   |                                                  | Minister van Financiën                                   | Nicholas Brady       | Nicholas Brady (1930)                       | 15 september 1988 | 20 januari 1993   | R           |
| 15                   |                                                  | Minister van Defensie                                    | Caspar Weinberger    | Caspar Weinberger (1917–2006)               | 20 januari 1981   | 23 november 1987  | R           |
| 16                   |                                                  | Minister van Defensie                                    | Frank Carlucci       | Frank Carlucci (1930–2018)                  | 23 november 1987  | 20 januari 1989   | R           |
| 74                   |                                                  | Minister van Justitie                                    | William French Smith | William French Smith (1917–1990)            | 20 januari 1981   | 25 februari 1985  | R           |
| 75                   |                                                  | Minister van Justitie                                    | Ed Meese             | Ed Meese (1931)                             | 25 februari 1985  | 15 augustus 1988  | R           |
| 76                   |                                                  | Minister van Justitie                                    | Dick Thornburgh      | Dick Thornburgh (1932–2020)                 | 15 augustus 1988  | 15 augustus 1991  | R           |
| 43                   |                                                  | Minister van Binnenlandse Zaken                          | James Watt           | James Watt (1938–2023)                      | 20 januari 1981   | 8 november 1983   | R           |
| [ 2 ]                |                                                  | Minister van Binnenlandse Zaken                          |                      | Jake Simmons (1925–2002)                    | 8 november 1983   | 18 november 1983  | R           |
| 44                   |                                                  | Minister van Binnenlandse Zaken                          | William Clark        | William Clark (1931–2013)                   | 18 november 1983  | 8 februari 1985   | R           |
| 45                   |                                                  | Minister van Binnenlandse Zaken                          | Donald Hodel         | Donald Hodel (1935)                         | 8 februari 1985   | 20 januari 1989   | R           |
| 21                   |                                                  | Minister van Landbouw                                    | John Block           | John Block (1935)                           | 20 januari 1981   | 14 februari 1986  | R           |
| Vacant               |                                                  | Minister van Landbouw                                    |                      |                                             |                   |                   |             |
| 22                   |                                                  | Minister van Landbouw                                    | Richard Lyng         | Richard Lyng (1918–2003)                    | 7 maart 1986      | 20 januari 1989   | R           |
| 26                   |                                                  | Minister van Economische Zaken                           | Malcolm Baldridge    | Malcolm Baldridge (1922–1987)               | 20 januari 1981   | 25 juli 1987      | R           |
| [ 2 ]                |                                                  | Minister van Economische Zaken                           | Bud Brown            | Bud Brown (1927–2022)                       | 25 juli 1987      | 19 oktober 1987   | R           |
| 27                   |                                                  | Minister van Economische Zaken                           | William Verity       | William Verity (1917–2007)                  | 19 oktober 1987   | 30 januari 1989   | R           |
|                      |                                                  | Minister van Arbeid                                      | Vacant               | Vacant                                      | Vacant            | Vacant            | Vacant      |
| 17                   |                                                  | Minister van Arbeid                                      | Raymond Donovan      | Raymond Donovan (1930–2021)                 | 4 februari 1981   | 15 maart 1985     | R           |
| Vacant               |                                                  | Minister van Arbeid                                      |                      |                                             |                   |                   |             |
| 18                   |                                                  | Minister van Arbeid                                      | Bill Brock           | Bill Brock (1930–2021)                      | 29 april 1985     | 31 oktober 1987   | R           |
| Vacant               |                                                  | Minister van Arbeid                                      |                      |                                             |                   |                   |             |
| 19                   |                                                  | Minister van Arbeid                                      | Ann Mclaughlin       | Ann Mclaughlin (1941–2023)                  | 10 december 1987  | 20 januari 1989   | R           |
| 14                   |                                                  | Minister van Volksgezondheid en Sociale Zaken            | Richard Schweiker    | Richard Schweiker (1926–2015)               | 20 januari 1981   | 3 februari 1983   | R           |
| Vacant               |                                                  | Minister van Volksgezondheid en Sociale Zaken            |                      |                                             |                   |                   |             |
| 15                   |                                                  | Minister van Volksgezondheid en Sociale Zaken            | Margaret Heckler     | Margaret Heckler (1931–2018)                | 9 maart 1983      | 13 december 1985  | R           |
| 16                   |                                                  | Minister van Volksgezondheid en Sociale Zaken            | Otis Bowen           | Otis Bowen (1918–2013)                      | 13 december 1985  | 20 januari 1989   | R           |
| 8                    |                                                  | Minister van Volkshuisvesting en Stedelijke Ontwikkeling | Samuel Pierce        | Samuel Pierce (1922–2000)                   | 20 januari 1981   | 20 januari 1989   | R           |
| 7                    |                                                  | Minister van Transport                                   | Drew Lewis           | Drew Lewis (1931–2016)                      | 20 januari 1981   | 1 februari 1983   | R           |
| Vacant               |                                                  | Minister van Transport                                   |                      |                                             |                   |                   |             |
| 8                    |                                                  | Minister van Transport                                   | Elizabeth Dole       | Elizabeth Dole (1936)                       | 7 februari 1983   | 30 september 1987 | R           |
| Vacant               |                                                  | Minister van Transport                                   |                      |                                             |                   |                   |             |
| 9                    |                                                  | Minister van Transport                                   | James Burnley        | James Burnley (1948)                        | 3 december 1987   | 20 januari 1989   | R           |
| 3                    |                                                  | Minister van Energie                                     | James Edwards        | James Edwards (1927–2014)                   | 20 januari 1981   | 5 november 1982   | R           |
| 4                    |                                                  | Minister van Energie                                     | Donald Hodel         | Donald Hodel (1935)                         | 5 november 1982   | 8 februari 1985   | R           |
| 5                    |                                                  | Minister van Energie                                     | John Herrington      | John Herrington (1939)                      | 8 februari 1985   | 20 januari 1989   | R           |
| 2                    |                                                  | Minister van Onderwijs                                   | Terrel Bell          | Terrel Bell (1921–1996)                     | 20 januari 1981   | 20 januari 1985   | R           |
| Vacant               |                                                  | Minister van Onderwijs                                   |                      |                                             |                   |                   |             |
| 3                    |                                                  | Minister van Onderwijs                                   | Bill Bennett         | Bill Bennett (1943)                         | 6 februari 1985   | 20 september 1988 | D (1985–86) |
| 3                    | R (1986–88)                                      | Minister van Onderwijs                                   | Bill Bennett         | Bill Bennett (1943)                         | 6 februari 1985   | 20 september 1988 |             |
| 4                    |                                                  | Minister van Onderwijs                                   | Lauro Cavazos        | Lauro Cavazos (1927–2022)                   | 20 september 1988 | 12 december 1990  | D           |
| Executive Office     |                                                  |                                                          |                      |                                             |                   |                   |             |
| Nr.                  | Functie(s)                                       | Functie(s)                                               | Ambtsbekleder        | Ambtsbekleder                               | Ambtstermijn      | Ambtstermijn      | Partij(en)  |
| 10                   |                                                  | Stafchef van het Witte Huis                              | James Baker          | James Baker (1930)                          | 20 januari 1981   | 4 februari 1985   | R           |
| 11                   |                                                  | Stafchef van het Witte Huis                              | Donald Regan         | Donald Regan (1918–2003)                    | 4 februari 1985   | 27 februari 1987  | R           |
| 12                   |                                                  | Stafchef van het Witte Huis                              | Howard Baker         | Howard Baker (1925–2014)                    | 27 februari 1987  | 1 juli 1988       | R           |
| 13                   |                                                  | Stafchef van het Witte Huis                              | Ken Duberstein       | Ken Duberstein (1944–2022)                  | 1 juli 1988       | 20 januari 1989   | R           |
| 11                   |                                                  | Nationaal Veiligheidsadviseur                            | Richard Allen        | Richard Allen (1936–2024)                   | 20 januari 1981   | 30 november 1981  | R           |
| [ 2 ]                |                                                  | Nationaal Veiligheidsadviseur                            | James Nance          | James Nance (1921–1999)                     | 30 november 1981  | 4 januari 1982    | R           |
| 12                   |                                                  | Nationaal Veiligheidsadviseur                            | William Clark        | William Clark (1931–2013)                   | 4 januari 1982    | 17 oktober 1983   | R           |
| 13                   |                                                  | Nationaal Veiligheidsadviseur                            | Robert McFarlane     | Robert McFarlane (1937–2022)                | 17 oktober 1983   | 5 december 1985   | R           |
| 14                   |                                                  | Nationaal Veiligheidsadviseur                            | John Poindexter      | Vice Admiral John Poindexter (1936)         | 5 december 1985   | 25 november 1986  | R           |
| [ 2 ]                |                                                  | Nationaal Veiligheidsadviseur                            | Alton Keel           | Alton Keel (1943)                           | 25 november 1986  | 1 januari 1987    | O           |
| 15                   |                                                  | Nationaal Veiligheidsadviseur                            | Frank Carlucci       | Frank Carlucci (1930–2018)                  | 1 januari 1987    | 23 november 1987  | R           |
| 16                   |                                                  | Nationaal Veiligheidsadviseur                            | Colin Powell         | Lieutenant General Colin Powell (1937–2021) | 23 november 1987  | 20 januari 1989   | O           |
| 11                   |                                                  | Counselor                                                | Ed Meese             | Ed Meese (1931)                             | 20 januari 1981   | 25 februari 1985  | R           |
| Vacant               |                                                  | Counselor                                                |                      |                                             |                   |                   |             |
| 25                   |                                                  | Directeur van het Bureau voor Management en Budget       | David Stockman       | David Stockman (1946)                       | 20 januari 1981   | 1 augustus 1985   | R           |
| 26                   |                                                  | Directeur van het Bureau voor Management en Budget       | Jim Miller           | Jim Miller (1942)                           | 1 augustus 1985   | 16 oktober 1988   | R           |
| 27                   |                                                  | Directeur van het Bureau voor Management en Budget       | Joe Wright           | Joe Wright (1938)                           | 16 oktober 1988   | 20 januari 1989   | R           |
| 23                   |                                                  | Juridisch Adviseur                                       | Fred Fielding        | Fred Fielding (1939)                        | 20 januari 1989   | 23 mei 1986       | R           |
| 24                   |                                                  | Juridisch Adviseur                                       | Peter Wallison       | Peter Wallison (1941)                       | 23 mei 1986       | 20 maart 1987     | R           |
| 25                   |                                                  | Juridisch Adviseur                                       | Arthur Culvahouse    | Arthur Culvahouse (1948)                    | 20 maart 1987     | 20 januari 1989   | R           |
|                      |                                                  | Binnenlands Adviseur                                     | Vacant               | Vacant                                      | Vacant            | Vacant            | Vacant      |
| 7                    |                                                  | Binnenlands Adviseur                                     |                      | Ralph Bledsoe (1927–2003)                   | 20 juni 1985      | 30 maart 1987     | R           |
| 8                    |                                                  | Binnenlands Adviseur                                     |                      | Ken Cribb (1948)                            | 30 maart 1987     | 2 december 1987   | R           |
| 9                    |                                                  | Binnenlands Adviseur                                     | David McIntosh       | David McIntosh (1958)                       | 2 december 1987   | 8 september 1988  | R           |
| 10                   |                                                  | Binnenlands Adviseur                                     |                      | Dan Crippen (1952)                          | 8 september 1988  | 20 januari 1989   | R           |
| 15                   |                                                  | Perschef van het Witte Huis                              | James Brady          | James Brady (1940–2014)                     | 20 januari 1981   | 20 januari 1989   | R           |
| [ 2 ]                |                                                  | Perschef van het Witte Huis                              | Larry Speakes        | Larry Speakes (1939–2014)                   | 30 maart 1981     | 1 februari 1987   | R           |
| [ 2 ]                |                                                  | Perschef van het Witte Huis                              | Marlin Fitzwater     | Marlin Fitzwater (1942)                     | 1 februari 1987   | 20 januari 1993   | R           |
| Buitenlands Beleid   |                                                  |                                                          |                      |                                             |                   |                   |             |
| Nr.                  | Functie(s)                                       | Functie(s)                                               | Ambtsbekleder        | Ambtsbekleder                               | Ambtstermijn      | Ambtstermijn      | Partij(en)  |
| 16                   |                                                  | Ambassadeur bij de Verenigde Naties                      | Jeane Kirkpatrick    | Jeane Kirkpatrick (1926–2006)               | 20 januari 1981   | 1 april 1985      | D (1981–85) |
| 16                   | R (1985)                                         | Ambassadeur bij de Verenigde Naties                      | Jeane Kirkpatrick    | Jeane Kirkpatrick (1926–2006)               | 20 januari 1981   | 1 april 1985      |             |
| Vacant               |                                                  | Ambassadeur bij de Verenigde Naties                      |                      |                                             |                   |                   |             |
| 17                   |                                                  | Ambassadeur bij de Verenigde Naties                      | Vernon Walters       | Vernon Walters (1917–2002)                  | 22 mei 1985       | 15 maart 1989     | O           |
| 8                    |                                                  | Handels- vertegenwoordiger                               | Bill Brock           | Bill Brock (1930–2021)                      | 20 januari 1981   | 29 april 1985     | R           |
| Vacant               |                                                  | Handels- vertegenwoordiger                               |                      |                                             |                   |                   |             |
| 9                    |                                                  | Handels- vertegenwoordiger                               | Clayton Yeutter      | Clayton Yeutter (1930–2017)                 | 1 juli 1985       | 20 januari 1989   | R           |
| Agentschapen         |                                                  |                                                          |                      |                                             |                   |                   |             |
| Nr.                  | Functie(s)                                       | Functie(s)                                               | Ambtsbekleder        | Ambtsbekleder                               | Ambtstermijn      | Ambtstermijn      | Partij(en)  |
| [ 2 ]                |                                                  | Directeur van de Environmental Protection Agency         |                      | Steve Jellinek (1940)                       | 20 januari 1981   | 25 januari 1981   | O           |
| [ 2 ]                |                                                  | Directeur van de Environmental Protection Agency         |                      | Walter Barber (1925–2012)                   | 25 januari 1981   | 5 mei 1981        | O           |
| 4                    |                                                  | Directeur van de Environmental Protection Agency         | Anne Gorsuch Burford | Anne Gorsuch Burford (1942–2004)            | 5 mei 1981        | 10 maart 1983     | R           |
| Vacant               |                                                  | Directeur van de Environmental Protection Agency         |                      |                                             |                   |                   |             |
| 5                    |                                                  | Directeur van de Environmental Protection Agency         | Bill Ruckelshaus     | Bill Ruckelshaus (1932–2019)                | 15 mei 1983       | 8 februari 1985   | R           |
| 6                    |                                                  | Directeur van de Environmental Protection Agency         | Lee Thomas           | Lee Thomas (1944)                           | 8 februari 1985   | 20 januari 1989   | R           |
| Inlichtingendiensten |                                                  |                                                          |                      |                                             |                   |                   |             |
| Nr.                  | Functie(s)                                       | Functie(s)                                               | Ambtsbekleder        | Ambtsbekleder                               | Ambtstermijn      | Ambtstermijn      | Partij(en)  |
| 13                   |                                                  | Directeur van de Central Intelligence Agency             | William Casey        | William Casey (1913–1987)                   | 20 januari 1981   | 29 januari 1987   | R           |
| [ 2 ]                |                                                  | Directeur van de Central Intelligence Agency             | Robert Gates         | Robert Gates (1943)                         | 29 januari 1987   | 25 mei 1987       | R           |
| 14                   |                                                  | Directeur van de Central Intelligence Agency             | William Webster      | William Webster (1924–2025)                 | 25 mei 1987       | 1 september 1991  | R           |
| 3                    | Directeur van de Federal Bureau of Investigation | 23 februari 1978                                         | William Webster      | William Webster (1924–2025)                 | 25 mei 1987       |                   | R           |
| [ 2 ]                | Directeur van de Federal Bureau of Investigation |                                                          | John Otto            | John Otto (1938–2020)                       | 25 mei 1987       | 2 november 1987   | O           |
| 4                    | Directeur van de Federal Bureau of Investigation |                                                          | William Sessions     | William Sessions (1930–2020)                | 2 november 1987   | 19 juli 1993      | R           |
| Economisch Beleid    |                                                  |                                                          |                      |                                             |                   |                   |             |
| Nr.                  | Functie(s)                                       | Functie(s)                                               | Ambtsbekleder        | Ambtsbekleder                               | Ambtstermijn      | Ambtstermijn      | Partij(en)  |
|                      |                                                  | Voorzitter van de Raad van Economische Adviseurs         | Vacant               | Vacant                                      | Vacant            | Vacant            | Vacant      |
| 12                   |                                                  | Voorzitter van de Raad van Economische Adviseurs         | Murray Weidenbaum    | Murray Weidenbaum (1927–2014)               | 27 februari 1981  | 25 augustus 1982  | R           |
| Vacant               |                                                  | Voorzitter van de Raad van Economische Adviseurs         |                      |                                             |                   |                   |             |
| 13                   |                                                  | Voorzitter van de Raad van Economische Adviseurs         |                      | Martin Feldstein (1939–2019)                | 14 oktober 1982   | 10 juli 1984      | R           |
| Vacant               |                                                  | Voorzitter van de Raad van Economische Adviseurs         |                      |                                             |                   |                   |             |
| 14                   |                                                  | Voorzitter van de Raad van Economische Adviseurs         |                      | Beryl Sprinkel (1923–2009)                  | 18 april 1985     | 20 januari 1989   | R           |
| Krijgsmacht          |                                                  |                                                          |                      |                                             |                   |                   |             |
| Nr.                  | Functie(s)                                       | Functie(s)                                               | Ambtsbekleder        | Ambtsbekleder                               | Ambtstermijn      | Ambtstermijn      | Partij(en)  |
| 9                    |                                                  | Chairman of the Joint Chiefs of Staff                    | David Jones          | General David Jones (1921–2013)             | 20 juni 1978      | 18 juni 1982      |             |
| 10                   |                                                  | Chairman of the Joint Chiefs of Staff                    | John Vessey          | General John Vessey (1922–2016)             | 18 juni 1982      | 30 september 1985 | O           |
| 11                   |                                                  | Chairman of the Joint Chiefs of Staff                    | William Crowe        | Admiral William Crowe (1925–2007)           | 1 oktober 1985    | 30 september 1989 | O           |

Washington ·
J. Adams ·
Jefferson ·
Madison ·
Monroe ·
J.Q. Adams ·
Jackson ·
Van Buren ·
W.H. Harrison ·
Tyler ·
Polk ·
Taylor ·
Fillmore ·
Pierce ·
Buchanan ·
Lincoln ·
A. Johnson ·
Grant ·
Hayes ·
Garfield ·
Arthur ·
Cleveland I ·
B. Harrison ·
Cleveland II ·
McKinley ·
T. Roosevelt ·
Taft ·
Wilson ·
Harding ·
Coolidge ·
Hoover ·
F.D. Roosevelt ·
Truman ·
Eisenhower ·
Kennedy ·
L.B. Johnson ·
Nixon ·
Ford ·
Carter ·
Reagan ·
G.H.W. Bush ·
Clinton ·
G.W. Bush ·
Obama ·
Trump I ·
Biden ·
Trump II